# Otto Thorbeck
Otto Thorbeck (* 26. August 1912 in Brieg, Schlesien; † 10. Oktober 1976 in Stein bei Nürnberg) war ein deutscher Jurist und SS-Richter.

## Lebenslauf bis 1945
Thorbeck entstammte zusammen mit vier weiteren Geschwistern einer Offiziersfamilie. Sein Vater – ursprünglich Bataillonskommandeur in Brieg (Schlesien) – wurde alsbald in das Kriegsministerium nach Berlin versetzt. Nach Besuch der 3-klassigen Vorschule trat Thorbeck in das Kant-Gymnasium in Berlin ein, das er 1932 absolvierte.
Thorbeck beabsichtigte, die Offizierslaufbahn zu ergreifen; da er jedoch bereits damals an erheblicher Kurzsichtigkeit litt, war ihm dies nicht möglich. Er absolvierte daraufhin ein Studium der Rechtswissenschaft an den Universitäten in Berlin und Göttingen und bestand im Juni 1936 das Referendarexamen beim Oberlandesgericht Celle. Anfang November 1939 legte Thorbeck die Große Staatsprüfung ab.
Thorbeck war als Angehöriger des Jungstahlhelm 1933 in die SA überführt worden, trat aber alsbald zur SS über (SS-Nummer 216.334). Zum 1. Mai 1937 trat Thorbeck der NSDAP mit der Mitgliedsnummer 4.358.937 bei.
Mit Beginn des Krieges meldete sich Thorbeck, der bis dahin nicht gedient hatte, freiwillig und wurde sodann auf Grund seiner SS-Zugehörigkeit noch vor Weihnachten 1939 zu einem SS-Infanterieregiment eingezogen. Da Thorbeck nur bedingttauglich war, wurde er zunächst einem Sanitätsbataillon überwiesen; es gelang ihm jedoch, ins Kommandoamt der Waffen-SS in München als Disziplinarsachbearbeiter einzutreten.
Am 1. Juli 1940 wurde Thorbeck sodann Hilfsrichter beim „Hauptamt SS-Gericht“, der zentralen Verwaltungsstelle der SS-Gerichtsbarkeit. Er arbeitete dort in verschiedenen Abteilungen, wurde zunächst an das SS- und Polizeigericht Wien versetzt und war dann häufig wiederum im Hauptamt SS-Gericht in München, insbesondere in der Abteilung für Rechtsgutachten tätig. Ab Juli 1942 war seine Verwendung bei einem Gericht des „Höheren SS- und Polizeiführers Kaukasus“ vorgesehen. Danach und nach einer weiteren Vertretungstätigkeit wurde Thorbeck zur Fertigung seiner Dissertation über Bauernrecht nach Norwegen abgestellt.
Bis Januar 1945 war Thorbeck in Nordrussland Korpsrichter beim VI. SS-Armeekorps; alsdann kehrte er aus Kurland zum Hauptamt SS-Gericht, das zwischenzeitlich von München nach Prien am Chiemsee verlegt worden war, zurück. Er erhielt nun die Chefrichterstelle beim SS- und Polizeigericht in München und beaufsichtigte gleichzeitig als „Inspektionsrichter Süd“ die SS- und Polizeigerichte in Nürnberg, München, Salzburg und Laibach.
Thorbeck war im April 1940 zum Gerichtsassessor ernannt und in den Justizdienst übernommen worden; er wurde 1941 zum Amtsgerichtsrat beim Amtsgericht Zempelburg ernannt, ohne jedoch jemals in der Justiz Dienst getan zu haben. Mit Wirkung vom 1. März 1944 war Thorbeck aus dem Reserveverhältnis in den aktiven SS-Dienst übergetreten; hierbei wurde er zum SS-Sturmbannführer befördert. Aus dem Reichsjustizdienst schied er Ende 1944 aus.
Thorbeck heiratete im Herbst 1939; aus der Ehe gingen vier Kinder hervor.

## Zum Standgericht bestellt

### Verräterische Dokumente
Am 21. September 1944 meldete ein Fahrer, dass er früher Geheimakten der Abwehr ins Lager des Bunkers Zeppelin in Zossen-Wünsdorf gefahren hatte. Am 22. September fand die Gestapo das Geheimarchiv der Umsturzversuche von 1938–1940 und auch einige Durchschläge von Admiral Canaris’ Tagebuch. Hans von Dohnanyi hatte dieses Archiv, entgegen seinem Befehl, nicht vernichtet.
Eine Reihe der in dem Aktenmaterial belasteten Verschwörer war mittlerweile verstorben oder gefallen, einige befanden sich bereits in Untersuchungshaft, da sie im Umfeld des Attentats vom 20. Juli festgenommen worden waren, die übrigen Verdächtigen wurden in den folgenden Wochen verhaftet. Hans Oster verriet nach dem Aktenfund alles über seine Umsturzpläne an die Gestapo. Canaris hingegen spielte den Vorgang herunter, als habe er nur formal an Komplottgesprächen teilgenommen. Für jeden Vorwurf und jeden Verdacht hielt er eine plausible Erklärung bereit.
Der (erste) Zossener Aktenfund war insofern wichtig, als das aufgefundene Material der NS-Führung die schon 1938 und 1939 vorhandenen Umsturzpläne von Regimegegnern offenbarte. Hitler ordnete an, dass dieses Material keinesfalls dem Volksgerichtshof übergeben werden dürfe und als Geheime Reichssache zu behandeln sei, um eine zusätzliche Verunsicherung der Bevölkerung in der angespannten Lage tunlichst zu vermeiden.
Anfang April 1945 entdeckte Walter Buhle, General der Infanterie, oder einer seiner Offiziere in einem Panzerschrank in Zossen das seit langem von der Gestapo gesuchte Tagebuch von Canaris und ließ dieses sofort an die Gestapo übergeben. Am 5. April wurde es von Ernst Kaltenbrunner, dem Chef der Sicherheitspolizei und des SD, Hitler persönlich vorgelegt. Hitler befahl die „sofortige Vernichtung der Verschwörer“ Hans von Dohnanyi, Dietrich Bonhoeffer, Wilhelm Canaris, Ludwig Gehre, Hans Oster und Karl Sack. Kaltenbrunner ordnete daraufhin SS-Standgerichtsverfahren an und beauftragte damit den Abteilungsleiter im Reichssicherheitshauptamt Walter Huppenkothen.

### Verfahren in Sachsenhausen und Flossenbürg
Huppenkothen reiste zunächst ins KZ Sachsenhausen und fungierte dort als Ankläger eines für den 6. April 1945 einberufenen Sondergerichts, dem ein SS-Richter „namens Hoffmann o. ä.“ vorsaß und dem weitere SS-Leute angehörten – auch der Kommandant des Konzentrationslagers. Es gab keinen Protokollführer und keine Verteidiger für Dohnanyi. In dem Schnellverfahren wurde der krank auf einer Trage liegende Dohnanyi zum Tode verurteilt; am 9. April wurde er gehängt.
Huppenkothen reiste am 7. April ins KZ Flossenbürg weiter, wo er einen Tag später ebenfalls die Anklage vertrat. Admiral Canaris wurde dort offenbar während der „standgerichtlichen Sitzung“ die Nase gebrochen. Auch hier wurden die von Huppenkothen beantragten Todesstrafen gegen alle Angeklagten vom „SS-Standgericht“ unter dem Vorsitz von Otto Thorbeck ausgesprochen und am 9. April 1945 vollstreckt. Die Verurteilten wurden dabei noch gedemütigt: Sie mussten sich entkleiden und wurden in einer „abstoßenden Szene“ von „den Mordgesellen“ „erhängt“.
Anders als der vorzeitig abgereiste Thorbeck war der „Ankläger“ Huppenkothen bei der Erhängung anwesend. Die vorgeschriebene Einholung der Bestätigung der Todesurteile durch den Gerichtsherrn hatte er vor der Vollstreckung unterlassen. Anschließend meldete Huppenkothen per Funkspruch vom 9. April 1945 den Vollzug an SS-Gruppenführer Müller nach Berlin und erwartete weitere Weisungen zur Stapostelle Regensburg. Die Toten wurden im Krematorium verbrannt und deren Asche verstreut.

### Die Todesurteile in Flossenbürg

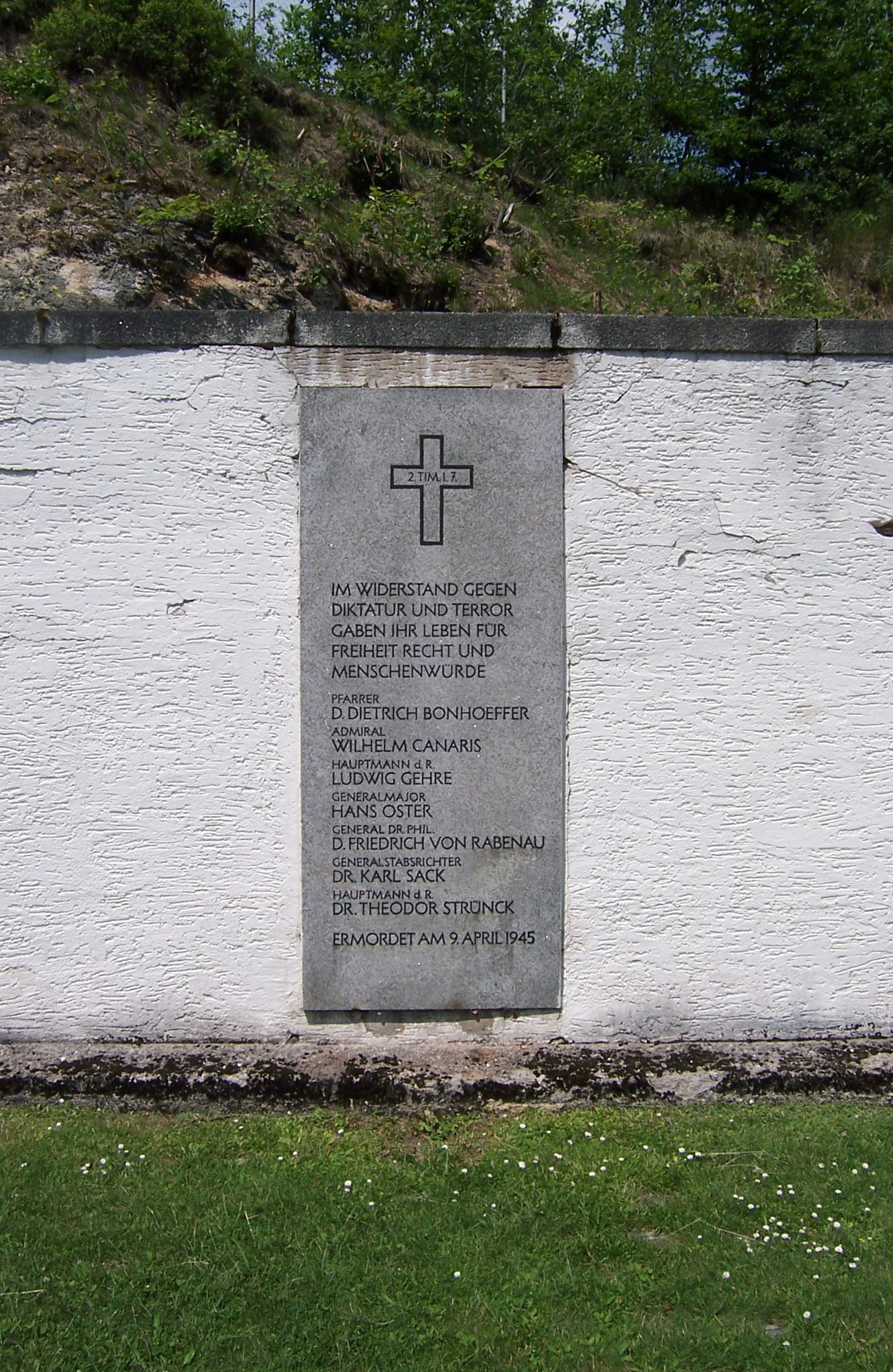
Gedenkstein am Ort der Hinrichtung im KZ Flossenbürg für die fünf von Otto Thorbeck am 8. April 1945 zum Tode Verurteilten sowie zwei weitere Widerstandskämpfer

Als SS-Richter sprach Thorbeck Urteile in mehreren Verfahren, in denen SS-Standartenführer Walter Huppenkothen als Ankläger fungierte. Beide wurden dafür später wegen Rechtsbeugung vor Gericht gestellt.
In dem von Huppenkothen und Thorbeck in Flossenbürg geleiteten SS-Standgericht wurden fünf bekannte Widerstandskämpfer wegen Hoch- und Landesverrats bzw. Kriegsverrats (§ 57 Militärstrafgesetzbuch – MStGB) angeklagt und zum Tode verurteilt:
- Pastor Dietrich Bonhoeffer[8]
- Admiral Wilhelm Canaris
- Hauptmann Ludwig Gehre
- Generalmajor Hans Oster
- Generalstabsrichter Karl Sack

Selbst nach den Gesetzen des NS-Staates war dieses SS-Standgericht rechtswidrig. Nach der Kriegsstrafverfahrensordnung (KStVO) war für die Angeklagten ein Kriegsgericht zuständig, da es sich nicht um SS-Angehörige handelte. Ebenso war kein Standgericht möglich, da dieses nur für eben begangene Straftaten zuständig war, deren sofortige Aburteilung zur Aufrechterhaltung von Ordnung und Sicherheit der Truppe notwendig gewesen wäre. Ferner lagen noch die folgenden Verfahrensfehler vor: keine militärischen Richter, falscher Gerichtsort, keine Verteidiger, keine Bestätigung und Überprüfung der Urteile.
Insgesamt ging es in den eilig vorgenommenen Verfahren lediglich darum, politische Morde als scheinbar legal zu bemänteln.

## Nach dem Ende des Nationalsozialismus
Thorbeck, der sich beim Einmarsch der amerikanischen Truppen in München einer SS-Truppe unterstellt hatte, befand sich von Kriegsende bis Ende 1946 in Kriegsgefangenschaft, anschließend bis Mitte April 1948 in Internierungshaft. Seit 1950 war Thorbeck als Rechtsanwalt in Stein bei Nürnberg zugelassen.

### Frühe Aufhebung der Thorbeck-Urteile
Durch das in Bayern erlassene Gesetz Nr. 21 zur Wiedergutmachung nationalsozialistischen Unrechts in der Strafrechtspflege vom 28. Mai 1946, verkündet in Nr. 11 des Bayerischen Gesetz- und Verordnungsblattes vom 4. Juli 1946, Seite 180 ff., wurden u. a. auch die in Flossenbürg gefällten Todesurteile Thorbecks für nichtig erklärt und aufgehoben. Dieser rechtsgeschichtlich bedeutsame Vorgang, der in den allgemeinen Zusammenhang der Aufhebung von NS-Unrechtsurteilen nach dem Zweiten Weltkrieg gehört, blieb in seinen Auswirkungen auf die angestrebte Bonhoeffer-Rehabilitation sowohl öffentlich als auch kirchenintern zunächst unbemerkt und löste fünfzig Jahre später (siehe 6.4) großes Erstaunen und Verwunderung aus.

### Freigesprochen in München
Im ersten Verfahren gegen Walter Huppenkothen, das mit dem Freispruch des Schwurgerichts München I vom 16. Februar 1951 endete, hatte Thorbeck lediglich als Zeuge ausgesagt.
In seiner Revisionsentscheidung vom 12. Februar 1952 wies der Bundesgerichtshof (BGH) die Ansicht des Münchener Gerichts zurück, das Standgericht habe das „gerichtliche Gesicht“ gewahrt. Diese Ansicht sei rechtsirrig und verkenne völlig das Wesen eines Richterspruchs. Zwar bedeute die Mitwirkung an einem Standgericht nicht per se eine kriminelle Tat, dies gelte aber nicht, wenn das Gericht nur zum Schein bestünde. Ein Scheingericht läge schon dann vor, wenn zwar alle damaligen Rechtsvorschriften formell eingehalten worden seien, dies aber nur mit dem Ziel erfolgte, die eigentliche Absicht zu verdecken. Mit deutlichen Anklängen an die „Radbruchsche Formel“ stellte der BGH heraus, dass Rechtsvorschriften auch dann Unrecht seien, wenn Wert und Würde der menschlichen Persönlichkeit grob missachtet würden. Die Freisprüche hinsichtlich der Standgerichte seien daher aufzuheben und erneut zu verhandeln.
Daraufhin wurde Thorbeck am 8. Oktober 1952 durch das Schwurgericht München I in Untersuchungshaft genommen und zusammen mit Walter Huppenkothen vor Gericht gestellt. Dieses Verfahren endete mit Freispruch, und Thorbeck wurde am 5. November 1952 aus der Haft entlassen.
Auch dieses Münchener Urteil wurde in einer BGH-Entscheidung revidiert. Den klaren, unmissverständlichen Ton des ersten Urteils ließ der BGH aber in seinem neuen Urteil vom 30. November 1954 vermissen. Die Revision war aus Sicht des BGH begründet, weil das Schwurgericht nicht eingehend genug geprüft habe, ob den Angeklagten bewusst gewesen sei, dass das Todesurteil ohne Bestätigung durch den Gerichtsherren vollstreckt worden sei.

### Verurteilt in Augsburg
Das gemeinsame Verfahren gegen Huppenkothen und Thorbeck wurde an das Landgericht Augsburg verwiesen. Verfahrensgegenstand war die „Mitwirkung an standgerichtlichen Todesurteilen gegen den Reichsgerichtsrat Hans von Dohnanyi im KZ Sachsenhausen und gegen General Oster, Admiral Canaris, Generalstabsrichter Sack, Hauptmann Gehre und Pastor Bonhoeffer im KZ Flossenbürg durch den Leiter der Abteilung Spionageabwehr des Stapoamtes im Reichssicherheitshauptamt als Ankläger in beiden Verfahren und durch einen Richter des Hauptamtes SS-Gericht als Vorsitzender des Flossenbürg-Verfahrens“.
1955 wurde Thorbeck von einem Schwurgericht in Augsburg wegen Beihilfe zum Mord zu vier Jahren Zuchthaus verurteilt. In der Begründung des Urteils erklärte das Gericht u. a.: „Die führenden Männer des nationalsozialistischen Regimes, Hitler, Himmler, Kaltenbrunner …, haben – ganz gleich wer von ihnen die Anordnung zum standgerichtlichen Verfahren gegen die sechs getöteten Personen gab – die Hinrichtung der genannten Männer aus niedrigem Beweggrunde herbeigeführt. … Sie waren in ihrer Handlungsweise auf die tiefste Stufe verantwortungslosen menschlichen Handelns herabgesunken. … Der Haupttäter hat sich daher in jedem einzelnen der sechs Fälle eines Verbrechens des Mordes nach § 211 StGB schuldig gemacht. Hierzu hat der Angeklagte Huppenkothen in sechs Fällen, der Angeklagte Dr. T. in fünf Fällen Beihilfe geleistet.“ Fazit:

„Anders als die Münchener Kollegen sah es das Landgericht Augsburg nach der nunmehr zweiten Rückverweisung als erwiesen an, dass die erneut in Untersuchungshaft genommenen Angeklagten Huppenkothen und Thorbeck in Flossenbürg an einem Scheinverfahren mitgewirkt hatten, und nahm mehrfach direkten Bezug auf die Entscheidung des BGH vom Februar 1952. Das Gericht ließ die Frage nach der formellen Rechtmäßigkeit des SS-Standgerichts weitgehend offen. Es könne dahingestellt bleiben, ob Hitler ein solches Standgericht habe anordnen dürfen. Standgerichte seien notwendig, um die allgemeine Sicherheit und Ordnung der Truppe zu gewährleisten. Die Gefangenen hätten aber schon lange keine Bedrohung mehr dargestellt. Dieses Standgericht sei nicht zur Wahrung von Recht und Gerechtigkeit aufgestellt worden, sondern habe allein dem Zweck gedient, unbequeme Häftlinge unter dem Schein eines gerichtlichen Verfahrens zu beseitigen. Klares Ziel des Scheinverfahrens sei es gewesen, die Widerstandskämpfer in der Agonie des ‚Dritten Reichs‘ mit in den Abgrund zu reißen. Da die Angeklagten die Urteile für richtig gehalten hätten, könnten sie sich auch nicht auf Befehlsnotstand berufen. Wegen Beihilfe zu Mord verurteilte das Augsburger Gericht Huppenkothen in sechs Fällen und Thorbeck in fünf Fällen zu sieben bzw. vier Jahren Haft, blieb damit aber im unteren Bereich des möglichen Strafrahmens.“

### Freigesprochen in Karlsruhe
Am 19. Juni 1956 sprach der Bundesgerichtshof in einem Revisionsurteil Thorbeck vom Vorwurf der Beihilfe zum Mord frei, mit der Begründung: „In einem Kampf um Sein oder Nichtsein sind bei allen Völkern von jeher strenge Gesetze zum Staatsschutz erlassen worden.“ Einem Richter könne „angesichts seiner Unterworfenheit unter die damaligen Gesetze“ kein Vorwurf daraus gemacht werden, wenn er „glaubte“, Widerstandskämpfer „zum Tode verurteilen zu müssen“.
Das BGH-Urteil in Karlsruhe wurde vom 1. Strafsenat des Bundesgerichtshofes gefällt, in folgender Besetzung: Max Hörchner, Ludwig Peetz, Ernst Mantel, Ludwig Martin, Engelbert Hübner.
Fazit:

„Mit der Revision der Verteidigung kam das Verfahren zum dritten Mal vor den BGH. Am 19. Juni 1956 verzichtete der BGH auf eine erneute Rückverweisung und fällte in eigener Zuständigkeit das abschließende Urteil im Huppenkothen/Thorbeck-Verfahren. Für die Frage, ob sich Thorbeck schuldig gemacht habe, sei nicht entscheidend, wie sich die Ereignisse vom April 1945 nach heutiger Erkenntnis darstellten, sondern wie sich seine Aufgabe nach der Gesetzeslage und den sonstigen Gegebenheiten zur Tatzeit darstellte. Ausgangspunkt dabei sei das Recht des Staates auf Selbstbehauptung. In einem Kampf um Sein oder Nichtsein seien bei allen Völkern von jeher strenge Gesetze zum Staatsschutze erlassen worden. Auch dem nationalsozialistischen Staat könne man nicht ohne weiteres das Recht absprechen, solche Gesetze zu erlassen. Einem Richter, der damals einen Widerstandskämpfer wegen seiner Tätigkeit in der Widerstandsbewegung abzuurteilen hatte und ihn in einem einwandfreien Verfahren für überführt erachtete, könne heute in strafrechtlicher Hinsicht kein Vorwurf gemacht werden. Thorbeck träfe, soweit er mangels Überzeugung über die Bestätigung der Urteile durch den Gerichtsherrn nicht im Klaren war, nicht Vorsatz, sondern nur Fahrlässigkeit, diese wäre aber verjährt.“

### Beurteilung des BGH-Urteils vom 19. Juni 1956
„Elf Jahre nach Kriegsende hat der BGH die zu dieser Zeit vorhandenen Erkenntnisse über die NS-Zeit auf den Kopf gestellt. Er hat der bis heute vor allem in rechten Kreisen vertretenen Ansicht Vorschub geleistet, dass die Frauen und Männer des Deutschen Widerstandes Landesverräter gewesen und daher zu Recht hingerichtet worden seien. …
Mit dem Urteil trat eine Wende in der Verfolgung von Justizunrecht ein. Bereits knapp sechs Monate später, am 7. Dezember 1956, bestätigte der 1. Strafsenat den Freispruch von zwei Vorsitzenden in Standgerichtsverfahren. Ausdrücklich nimmt er in den Gründen auf sein Urteil vom 19. Juni 1956 Bezug. Am 30. April 1968 wurde Rehse, Beisitzer des Volksgerichtshofs, freigesprochen. Die Staatsanwaltschaft Berlin stellte in der Folgezeit Ermittlungsverfahren gegen ehemalige Richter und Staatsanwälte des Volksgerichtshofs ein. Die Erwägungen, die der 1. Strafsenat noch in seinen Urteilen vom 12. Februar 1952 und 30. November 1954 angestellt hatte, spielten ab 1956 keine Rolle mehr. … 
Der Präsident des BGH Dr. Hirsch hat in einem Festakt anlässlich des 100. Geburtstages von Hans von Dohnanyi am 10. März 2002 gegenüber den Angehörigen der Familien Dohnanyi, Bonhoeffer, Goerdeler und den übrigen Opfern der vom BGH ungesühnt gelassenen Justizmorde erklärt, dass man sich für dieses Urteil schämen müsse. Scham kann verschiedene Ursachen haben. Im hier vorliegenden Fall beruht sie auf der Erkenntnis, dass durch dieses Urteil die grundlegenden Anforderungen an ein rechtsstaatliches Urteil nicht erfüllt wurden. Gemäß Art. 92 GG ist die rechtsprechende Gewalt den Richtern anvertraut. Das bedeutet, dass das Grundgesetz von einem Gericht eine unparteiische, rechtstreue und gewissenhafte Amtsführung erwartet. Von diesen Grundsätzen ausgehend, ist das Urteil eine Schande, vor allem wenn man es vor dem Hintergrund der Urteile des 1. Strafsenats vom 12. Februar 1952 und 30. November 1954 und dem Urteil des Landgerichts Augsburg vom 15. Oktober 1955 betrachtet. Denn das Urteil vom 19. Juni 1956 entspricht weder hinsichtlich der Überprüfung der Beweiswürdigung noch hinsichtlich der Gedankenführung noch in seiner sprachlichen Diktion dem, was von einem Gericht erwartet werden muss. Das in sie gesetzte Vertrauen haben die Richter des 1. Strafsenats am 19. Juni 1956 dazu missbraucht, um Richter, die als Handlanger der Nationalsozialisten unter dem Deckmantel des Rechts mordeten, ihrer Verantwortung zu entziehen. Insofern besteht in der Tat Anlass, sich zu schämen.“

Heinz Ponnath, der pensionierte Richter am Landgericht Bayreuth, wird nicht müde, immer wieder auf dieses dunkle Kapitel deutscher Justizgeschichte hinzuweisen, zuletzt im März 2019 in seinem Bayreuther Vortrag: Warum der Mörder von Bonhoeffer 1956 freigesprochen wurde.

„Der Bremer Rechtshistoriker Christoph Schminck-Gustavus, der diese unter Deutschlands Juristen längst in Vergessenheit geratenen Urteile 1995 dokumentiert hat, kommt zum Schluss, ihre Begründung lese sich ‚wie eine erneute Verurteilung der Verschwörer‘. Er versäumt auch nicht darauf hinzuweisen, dass einer der für das Revisionsurteil verantwortlichen Bundesrichter, Ernst Mantel, während der Nazi-Zeit Beisitzer am Sondergericht München gewesen sei und als Oberstrichter im Oberkommando des Heeres den berüchtigten geheimen ‚Kommissarbefehl‘ (unauffällige Liquidierung gefangen genommener politischer Kommissare der Roten Armee) mit unterschrieben habe. Ein zweiter an dem Revisionsurteil beteiligter Bundesrichter, Ludwig Martin, sei vor 1945 Reichsanwalt gewesen – was seinem späteren Aufstieg zum Generalbundesanwalt nicht geschadet habe.“

## Die Last unbewältigter Vergangenheit

### Eidesstattliche Erklärung der Ehefrau
Thorbeck musste sich während seiner Kriegsgefangenschaft dem Entnazifizierungsverfahren der Alliierten unterziehen. Seine Frau gab in diesem Zusammenhang am 30. September 1946 eine eidesstattliche Erklärung für ihn ab, in dem sie schilderte, wie sie ihn 1930 kennen lernte und 1939 heiratete.
Ihr Mann habe bis 1933 für den Nationalsozialismus nichts übrig gehabt und es auch abgelehnt, damals schon Parteigenosse zu werden. Über seine studentische Korporation sei er zunächst in den Jungstahlhelm gelangt, um nicht der SA oder der SS beitreten zu müssen. Als der Jungstahlhelm im Oktober 1933 geschlossen in die SA übergeführt wurde, sei ihr Mann aus Abneigung gegen diese in die SS eingetreten, um nicht durch Abseitsstehen seinen beruflichen Werdegang zu gefährden. In der SS hätten sie beide damals die gemäßigtere Formation gesehen, die besonders auf Disziplin und einwandfreien Lebenswandel ihrer Mitglieder achtete. Ihr Mann sei erst ein Jahr nach seinem Referendarexamen am 1. Mai 1937 in die Partei eingetreten.
Bei Kriegsausbruch 1939 habe sich ihr Mann zur Wehrmacht gemeldet, wurde aber zu einem Infanterieregiment der Waffen-SS einberufen. 1940 wurde er zum Hauptamt SS-Gericht nach München versetzt. Aufgrund seines Fachwissens sei ihr Mann in der SS-Gerichtsbarkeit sehr schnell bis zum Sturmbannführer (Januar 1943) befördert worden. Ihr Mann sei zum größten Teil mit rechtshistorischen Arbeiten beschäftigt gewesen und habe noch im Juli 1944 in Göttingen mit einer Arbeit über das norwegische Bauerntum seinen Doktor gemacht. In anderen Arbeiten habe er sich besonders für die volle Unabhängigkeit des Richtertums und eine wahre Gerechtigkeit im Staatsleben eingesetzt.
Vorteile aus der SS-Zugehörigkeit ihres Mannes hätten sie als Familie nicht gehabt, im Gegenteil. Kriegsbedingte Trennungen, Evakuierungen, Wohnungs- und Vermögensverluste hätten sie schwer belastet: „Für unseren guten Glauben, unsere Pflicht zu tun, sollten wir nun eigentlich hart genug gestraft worden sein.“ Sie bitte darum, ihren Mann nicht in ein Arbeitslager einzuweisen, sondern ihm Gelegenheit zu geben, sich zu bewähren.
Sie sei der „festen Überzeugung, dass er sich vorbehaltlos in den Neuaufbau einfügt und jederzeit bestrebt sein wird, auch durch freiwillige körperliche Arbeit sich nützlich zu machen … Da gegen ihren Mann keine besonderen Beschuldigungen außer der Zugehörigkeit zur SS erhoben werden können, hoffen wir, nun bald ein neues Leben auf bescheidenster Grundlage gemeinsam beginnen zu können.“

### Reaktionen der Angehörigen
Der älteste Sohn verschwieg seiner künftigen Ehefrau nicht, dass Dietrich Bonhoeffer durch seinen Vater zum Tode verurteilt wurde. Seine Frau kam aus einer Pfarrersfamilie und natürlich hatte sie von Bonhoeffer gehört. Ihr Onkel, Karl Steinbauer, war selbst Pfarrer der Bekennenden Kirche und engagierter Widerstandskämpfer gewesen. Hanna Thorbeck erinnerte sich daran, dass Bonhoeffer in seinem „Rechenschaftsbericht“ dafür plädierte, daran zu glauben, dass auch auf dem Boden des Bösen noch Gutes gedeihen kann. Denn Gott sei kein unpersönliches, unbeeinflussbares Schicksal, sondern einer, mit dem man reden könne und mit dessen Antwort zu rechnen sei.
Hanna Thorbeck, die sich ein Leben lang mit ihrer problematischen Familiengeschichte auseinandersetzte, widmete ihrem Schwiegervater 1993 einen Nachruf, in dem sie „tollkühn, aber mit radikal christlicher Begründung“ das berühmte Silvestergedicht seines Opfers Bonhoeffer auf ihn anwendet. Durch den Tod und die von „höchster Instanz“ erhoffte Gnade seien alle Urteile nichtig geworden, die Akten des Richters Thorbeck und die des Angeklagten Thorbeck, sinniert sie. „Von guten Mächten wunderbar geborgen … weiß ich sein Leben. Es sind die gleichen Arme, in die der Richter und die von ihm Verurteilten gefallen sind. Darauf vertraue ich.“ Wie zu erwarten, sorgte der – siebzehn Jahre nach Thorbecks Tod publizierte – Nachruf für Empörung. In einer Rundfunksendung, wieder zwölf Jahre später, versuchte Hanna Thorbeck 2005 ihren Gedankengang zu präzisieren: „Beide sind in das Netz des Nationalsozialismus geraten, Otto Thorbeck durch seine Hörigkeit, Dietrich Bonhoeffer durch seinen Widerstand. [...] Aber auch heute glaube ich noch, dass es wirklich die gleichen Hände sind, in die beide gefallen sind.“ Dietrich Bonhoeffer, der Widerstandskämpfer mit dem großen Herzen, hätte ihr möglicherweise sogar zugestimmt.
Elke Endrass berichtet in ihrem Buch, dass der Tochter von Otto Thorbeck unverständlich sei, dass sich ihr Vater über Jahre hinweg dem Regime anpasste und dass er nach dem Krieg nicht zu seinen Fehlern stehen wollte. Zu einer Auseinandersetzung mit seiner Vergangenheit kam es nicht: „Seine Form von Bewältigung war es, auch nach dem Krieg krampfhaft am Faschismus festzuhalten, damit er nicht zugeben musste, dass er Mitspieler in einem großen Unrechtsregime gewesen war.“
Der zweitälteste Sohn erfuhr erstmals im Konfirmandenunterricht, welche Rolle sein Vater im Nationalsozialismus gespielt hatte. Thorbeck wich den unbequemen Fragen seines Sohnes aus. Er leugnete, dass in den Konzentrationslagern systematisch Vernichtungsaktionen stattgefunden hatten. Der Sohn weigerte sich, die rechtsradikalen Jugendlager zu besuchen, die der Vater für ihn ausgesucht hatte. Er bemühte sich, nicht nur politisch einen anderen Weg einzuschlagen als sein Vater, er wollte auch charakterlich anders sein als er. Dass sein Vater nichts bereute, sondern weiterhin ein „Nazi“ blieb, der bis zu seinem Tod die NPD wählte, war für ihn das Schlimmste.
Thorbecks Ehefrau erfuhr 1952 von dem bevorstehenden Prozess gegen ihren Mann erst aus dem Radio und konnte nicht fassen, dass ihr Mann ihr von der ganzen Geschichte nichts erzählt hatte. Trotzdem hielt sie zu ihm. Das war typisch: „Die Frauen der Täter übernahmen ungefragt die Ideologie der Männer und hielten zumeist auch dann noch an ihr fest, wenn der Mann längst gestorben war. Für Zweifel oder Schuldgefühle blieb auch Ursula Thorbeck nicht viel Zeit, denn während der Abwesenheit ihres Mannes musste sie ganz allein für die Familie sorgen. An politischen Diskussionen beteiligte sie sich nie, auch dann nicht, als die Kinder in Opposition zu ihrem Mann gingen. Otto Thorbeck konnte sich – trotz mancher Anfeindungen, die nach dem langwierigen Prozess nicht ausblieben – in dem kleinen Ort dennoch gut behaupten. Er erwarb sich den Ruf eines angesehenen und beliebten Anwalts. Das lag nicht zuletzt an der Tatsache, dass er allen half, die zu ihm kamen, auch wenn sie nichts oder nicht viel bezahlen konnten.“
Der jüngste Sohn war erst 16 Jahre alt, als Thorbeck 1976 starb. Für ihn, den Nachzügler, war die Auseinandersetzung mit der nationalsozialistischen Vergangenheit seines Vaters längst nicht mehr so bedeutsam wie für seine Geschwister. „Mir wäre es auch lieber gewesen, wenn mein Vater auf der Seite der Widerstandskämpfer gestanden hätte und nicht auf der Seite der Täter“, sagte er einmal und fügte hinzu: „Mein Vater war kein typischer Nazi-Täter.“

## Krankheit und Tod
Viele Jahre hat Thorbeck an Parkinson gelitten. Die Krankheit war jedoch nicht der unmittelbare Auslöser für seinen Tod. „Er wollte einfach nicht mehr“, sagte seine Tochter. Denn das Leben eines schwerkranken Menschen betrachtete er als eher wertlos und als eine unzumutbare Belastung für andere.
In den letzten Lebensjahren suchte er wieder Kontakt zur Kirche und zu einem ihm bekannten Seelsorger. Einer der Söhne: „Ich habe damals meine Brüder gefragt, ob unser Vater vielleicht manche Dinge bereut hat. Wir haben uns überlegt: Was macht man nach einem solchen Leben, in dem man so viel Schuld auf sich geladen hat?“ Diese Frage blieb ohne Antwort. „Was in Otto Thorbeck am Ende wirklich vor sich ging, weiß niemand genau“ – auch seine Familie nicht.

## Verspätete Aufarbeitung des NS-Unrechts

### Neun Rechtsverletzungen
Nach sechs Urteilen in fast sieben Jahren hatte der Huppenkothen/Thorbeck-Prozess 1956 ein für die deutsche Rechtsprechung sehr unrühmliches Ende gefunden. Erst Mitte der 1980er Jahre wurde das abschließende BGH-Urteil, bedingt durch einen Generationswechsel innerhalb der Richterschaft, kritisch hinterfragt. Der Würzburger Strafrechtslehrer Günter Spendel stellte dabei neun Rechtsverletzungen fest:
1. die unzulässige Bildung des „Standgerichts“ Monate nach Klärung des Sachverhaltes, die auch nicht etwa durch Hitlers Befehl rechtmäßig wird, denn „die Frage nach der gesetzlichen Grundlage eines Verfahrens wird ... sinnlos, wenn man davon ausgeht, daß die Bindung an jede gesetzliche Regelung entfallen“ ist;
2. die Unzuständigkeit eines SS-Standgerichts, denn zumindest die inhaftierten Offiziere unterstanden der Militär- bzw. Kriegsgerichtsbarkeit;
3. die Besetzung des Standgerichts mit den KZ-Kommandanten, d. h. mit „Henkersknechten“ des Regimes;
4. die willkürliche Nichtbestellung eines Verteidigers;
5. die unbegründete Nichthinzuziehung eines Protokollführers;
6. die durch glaubwürdige Zeugenaussagen erwiesene Misshandlung des Angeklagten Canaris;
7. die kurze Dauer des Verfahrens als Nachweis des fehlenden Bemühens um ein gerechtes Urteil;
8. die Nichteinholung der „Urteilsbestätigung“;
9. die menschenunwürdige und widerwärtige Art der „Urteilsvollstreckung“.

Dass angesichts dieser schweren Rechtsverletzungen, die nicht nur „jedem Juristen sofort in die Augen springen müßten“, es zu solchen Fehlurteilen in der Nachkriegszeit kommen konnte, ist mehr als bedauerlich, es ist beschämend. Selbst wenn die neun Rechtsverstöße nicht jeweilig eine Strafbarkeit wegen Rechtsbeugung und Beihilfe zum Mord erforderten, wurde das Recht durch das SS-Standgericht zumindest kumulativ eindeutig gebrochen.

### Neue Grundsätze des BGH
Am 16. November 1995 revidierte der BGH mit einem Grundsatzurteil zur Strafverfolgung von Juristen in der DDR seine bisherige Rechtsprechung und kritisierte unter Bezugnahme auf Arbeiten des Würzburger Strafrechtslehrers Günter Spendel auch die Judikatur gegen Angehörige der NS-Justiz. So heißt es in der Urteilsbegründung:

„Eine besonders kritische Überprüfung von Todesurteilen ist namentlich vor dem Hintergrund der Erfahrung der NS-Diktatur notwendig. Das menschenverachtende nationalsozialistische Regime wurde durch willfährige Richter und Staatsanwälte gestützt, die das Recht pervertierten. Die Grausamkeit, die das Bild der Justiz in der NS-Zeit prägt, gipfelte in einem beispiellosen Missbrauch der Todesstrafe. (...) Der Senat verkennt nicht, dass Maßstäbe, wie sie in der Bundesrepublik Deutschland bei der Beurteilung von Nazijuristen angewendet worden sind, weit weniger streng waren. Die Erkenntnis, dass eine Todesstrafe nur dann als nicht rechtsbeugerisch anzusehen ist, wenn sie der Bestrafung schwersten Unrechts dienen sollte, hätte in einer Vielzahl von Fällen zur Verurteilung von Richtern und Staatsanwälten des nationalsozialistischen Gewaltregimes führen müssen. Derartige Verurteilungen gibt es trotz des tausendfachen Missbrauchs der Todesstrafe, namentlich in den Jahren 1939–1945, nur in sehr geringer Zahl. Insgesamt neigt der Senat zu dem Befund, dass das Scheitern der Verfolgung von NS-Richtern vornehmlich durch eine zu weit gehende Einschränkung bei der Auslegung der subjektiven Voraussetzungen des Rechtsbeugungstatbestandes bedingt war.“

### Kampf um die Rehabilitierung Bonhoeffers
Gleichzeitig beförderte das Ende des Ost-West-Konflikts auch die gesellschaftliche Auseinandersetzung mit dem Huppenkothen/Thorbeck-Verfahren. Für viele Bürgerrechtler der DDR war Dietrich Bonhoeffer eine wichtige Identifikationsfigur gewesen, die nach der Wende und friedliche Revolution in der DDR erschüttert waren darüber, dass in der Bundesrepublik das Todesurteil gegen Bonhoeffer weiterhin als rechtmäßig galt (das bayerische Gesetz Nr. 21 zur Wiedergutmachung nationalsozialistischen Unrechts in der Strafrechtspflege vom 28. Mai 1946 war zu dieser Zeit nur wenigen bekannt). Die frühere DDR-Bürgerrechtsaktivistin Bärbel Bohley mit ihrer Initiative Gerechtigkeit für Dietrich Bonhoeffer und verschiedene Juristen kämpften erfolgreich um eine Rehabilitierung Bonhoeffers.
Klaus von Dohnanyi, Sohn des ermordeten Hans von Dohnanyi, bezeichnete 1996 in einer Radiosendung des Deutschlandfunks (DLF) diese Rehabilitation als ein „absurdes Ziel“, denn die Ermordeten bedürften keinerlei Rehabilitation mehr, die Geschichte habe Bonhoeffer, Dohnanyi und die anderen Mitstreiter längst rehabilitiert. Wäre es der Initiative hingegen darum gegangen, gegen die oben erörterten Urteile in den Prozessen gegen die Mörder der sechs Widerstandskämpfer vorzugehen, so sei dies verständlich, dann hätte dies aber auch unter diesem „Titel“ betrieben werden sollen. Außerdem wies Klaus von Dohnanyi zurecht darauf hin, dass sich der BGH in der Sache Huppenkothen/Thorbeck eben nicht mit den Opfern, sondern mit den Tätern der NS-Gerichtsbarkeit beschäftigen musste. Es ging dem BGH nicht um die Ehrenhaftigkeit der Motive der Opfer (= der Widerstandskämpfer), die er tatsächlich zu keinem Zeitpunkt in Frage stellte, sondern um Schuld und Strafwürdigkeit der Täter, die er allerdings unrichtig beurteilte.

### Aufhebungsbeschluss des Landgerichts Berlin
Mit Beschluss des Landgerichts Berlin vom 1. August 1996 wurde das Standgerichtsurteil gegen Bonhoeffer offiziell aufgehoben. Diese Aufhebung geschah mit dem Bemerken: „Eine Entscheidung in der Sache selbst ist der Kammer allerdings verwehrt. Die durch das SS-Standgericht in Flossenbürg gegen Bonhoeffer und die mit ihm am 9. April 1945 hingerichteten Widerstandskämpfer ergangenen Todesurteile sind bereits aufgrund des Bayerischen Gesetzes Nr. 21 zur Wiedergutmachung nationalsozialistischen Unrechts auf dem Gebiet des Strafrechts vom 28. Mai 1946 (Bayerisches Gesetz- und Verordnungsblatt 1946 S. 21) aufgehoben. Die darin enthaltenen Regelungen sind als übernommenes Besatzungsrecht aufgrund von Art. 1 Satz 2 und 3 des Überleitungsvertrages vom 26. Mai 1952 (BGBl. II S. 405) Recht der Bundesrepublik Deutschland und damit nach wie vor in Kraft.“
Zu den Aufhebungsgründen wurde u. a. mitgeteilt: „Der Zweck des Standgerichtsverfahrens bestand somit nicht darin, die Wahrheit zu erforschen und Recht und Gerechtigkeit walten zu lassen. Zweck des Verfahrens war es vielmehr ausschließlich, die aufgrund ihrer Widerstandstätigkeit unbequem gewordenen Häftlinge unter dem Schein eines gerichtlichen Verfahrens, das de facto unter Missachtung aller Grundsätze eines rechtsstaatlichen Verfahrens stattgefunden hatte, beseitigen zu können. Dies gilt umso mehr, als zum Zeitpunkt der Hinrichtung eine Niederschlagung des nationalsozialistischen Regimes durch die Alliierten ohnehin unmittelbar bevorstand. Dennoch war Hitler in Kenntnis dieses Umstandes bis zum Schluss bestrebt, sich politisch Andersdenkender zu entledigen. Damit hat allein der Machterhalt und die Rache der führenden Nationalsozialisten wegen der Ereignisse am 20. Juli 1944 den Erlass der gegen die Betroffenen ergangenen Todesurteile bestimmt.“
Der Hinweis auf das fünfzig Jahre alte bayerische Gesetz sorgte übrigens 1996 für ein politisches Scharmützel: Bundesjustizminister Edzard Schmidt-Jortzig machte der bayerischen Staatsregierung Vorwürfe, weil sie nicht früh genug auf dieses Gesetz Nr. 21 hingewiesen habe; man hätte sich damit viele Diskussionen ersparen können. Das Münchner Justizministerium konterte, die „Watsch‘n aus Bonn“ sei unberechtigt, die bayerischen Gesetzesblätter seien gewiss auch im Bundesjustizministerium zugänglich.
Die bayerische evangelische Landeskirche wiederum wunderte sich, dass die Staatsregierung die Gedenkfeiern zu Bonhoeffers 50. Todestag 1995 in Flossenbürg nicht genutzt habe, die Rechtslage öffentlich klarzustellen. Zitat aus der Stellungnahme der Kirchenleitung: „Man fragt sich, wie es dazu kommen kann, dass etwas angeblich längst Bekanntes von niemandem gewusst wird.“

### Schlussakkord
Am 28. Mai 1998 beschloss der Deutsche Bundestag in zweiter und dritter Lesung das Gesetz zur Aufhebung nationalsozialistischer Unrechtsurteile in der Strafrechtspflege (NS-AufhG). Es wurde am 25. August 1998 verkündet.
Im Jahr 2002 distanzierte sich der damalige Präsident des BGH, Günter Hirsch, anlässlich des 100. Geburtstags des früheren Richters am Reichsgericht, Hans von Dohnanyi, von dem Urteil des BGH aus dem Jahr 1956, ein Urteil, für das man sich schämen müsse und das für die Strafverfolgung von NS-Juristen verheerende Folgen gehabt habe:

„Für dieses Urteil des Bundesgerichtshofs, an dem im übrigen ein Richter mitgewirkt hat, der im Dritten Reich Beisitzer eines Sondergerichts und später Oberkriegsgerichtsrat war, muß man sich schämen. Ich sage dies ausdrücklich an Sie gerichtet, die Angehörigen der Familien von Dohnanyi, Bonhoeffer, Goerdeler und der übrigen Opfer der vom Bundesgerichtshof ungesühnt gelassenen Justizmorde.
Die Folgen dieses Urteils waren verheerend. Kein einziger Richter, kein Staatsanwalt wurde in der Bundesrepublik wegen der tausendfachen Justizverbrechen im Dritten Reich verurteilt. Nachdem 1968 schließlich auch die Verurteilung des Richters Rehse, der zusammen mit Roland Freisler im Volksgerichtshof an Dutzenden von Todesurteilen gegen Widerstandskämpfer mitgewirkt hatte, aufgehoben wurde, stellten die Staatsanwaltschaften alle Ermittlungen gegen ehemalige Richter ein.
Dieses Versagen der Nachkriegsjustiz ist ein dunkles Kapitel in der deutschen Justizgeschichte und wird dies bleiben.“

## Medien
- Gerd Vanselow, Winfried Schuhmann (Medienwerkstatt Franken): Die Söhne der Täter. Der Fall Thorbeck, Dokumentarfilm Deutschland 1995 (Beschreibung online)